# Jonas Buyse
Jonas Buyse (Roeselare, 23 mei 1991) is een Belgische profvoetballer, in dienst van Cercle Brugge die vanaf seizoen 2012/13 bij Standaard Wetteren speelt als middenvelder.
Buyse begon zijn professionele carrière bij Cercle Brugge waar hij sinds november 2008 tot de A-kern behoorde, maar weinig aan spelen toekwam. Zijn contract loopt tot 2013.
Gedurende het seizoen 2010/11 werd Buyse voor een jaar uitgeleend aan SV Roeselare. 

Voor het seizoen 2011/12 werd hij uitgeleend aan de derdeklasser KV Woluwe-Zaventem.
In het seizoen 2012/13 wordt hij uitgeleend aan Standaard Wetteren.

## Internationaal
Buyse speelde ondertussen wel al met de nationale U19 ploeg.